# Kootu

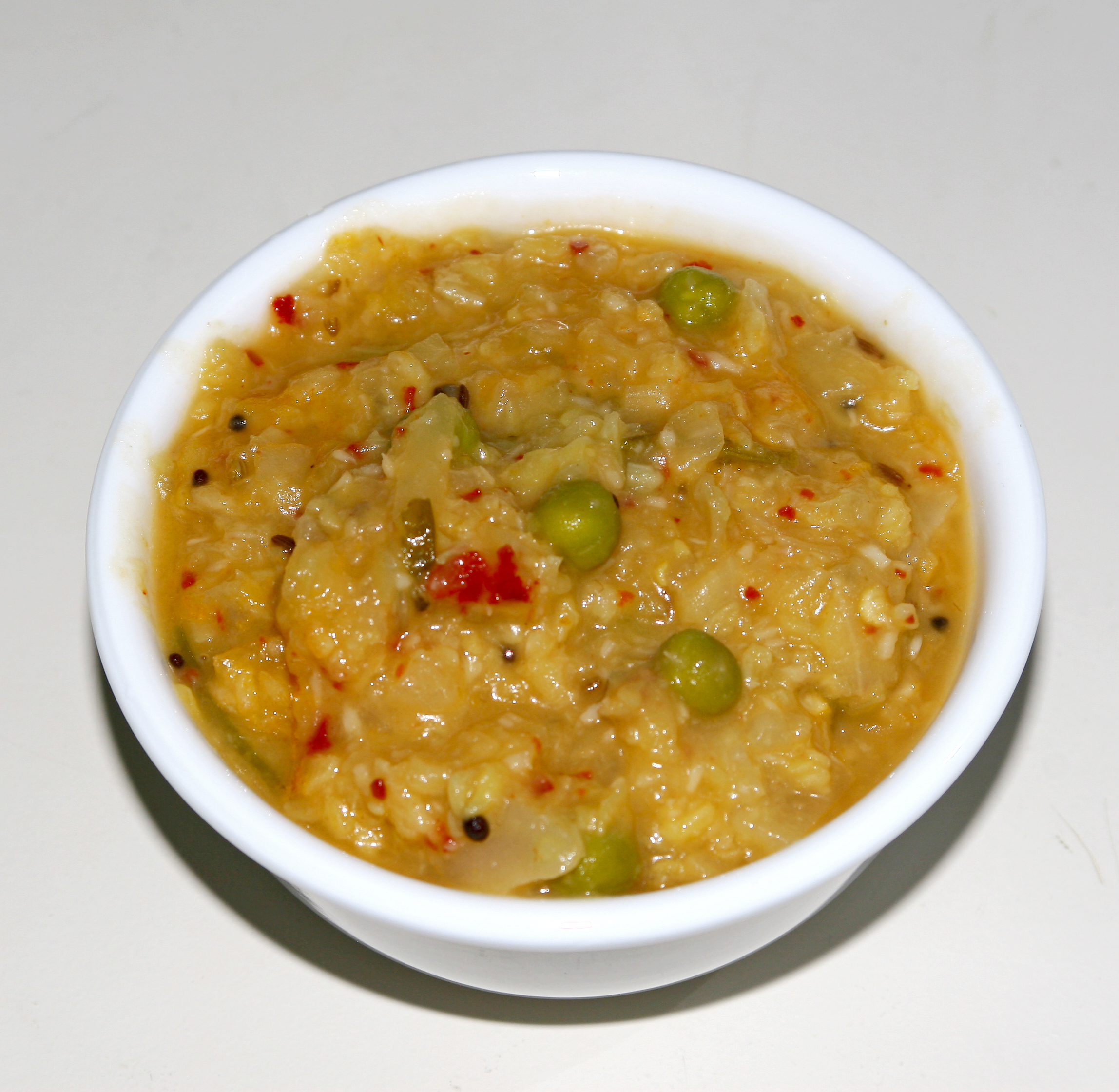
Kootu de chou.

Un kootu (tamoul : கூட்டு) est un plat tamoul, à base de légumes et de lentilles, de consistance semi-solide, c'est-à-dire d'une consistance intermédiaire entre, par exemple  le sambar (plus liquide) et un curry (plus consistant). Riz et kootu constituent un repas simple et usuel chez les Tamouls.
Dans la cuisine tamoule, les kootu sont considérés comme pouvant se substituer au sambar ou au curry.